# إندغونانية
الإندغونانية (الاسم العلمي: Endogonomycetes) هي طائفة من الفطريات تتبع الشعبة العفنينية من تحت مملكة الفطريات العفنية.

## التصنيف
- الطائفة الإندغونانية
  - رتبة الإندغونيات
    - الفصيلة الإندغونية
      - جنس الإندغون